# Большой Куб

Бассейн реки Весляна

Большой Куб — река в России, протекает в Гайнском районе Пермского края. Устье реки находится в 121 км по левому берегу реки Весляны. Длина реки составляет 37 км.

## Гидрография
Берёт начало в болотистой местности на северо-западе Гайнского района Пермского края, в 3,3 км к северо-западу от истока реки Чукля. В верхнем течении течёт на северо-запад, затем поворачивает и течёт преимущественно в юго-западном направлении. Впадает в реку Весляна в 4,6 км к северо-востоку от посёлка Усть-Чёрная (центр Усть-Черновского сельского поселения) и примерно в 600 м выше места впадения реки Малый Куб.

## Данные водного реестра
По данным государственного водного реестра России относится к Камскому бассейновому округу, водохозяйственный участок реки — Кама от истока до водомерного поста у села Бондюг, речной подбассейн реки — бассейны притоков Камы до впадения Белой. Речной бассейн реки — Кама.
По данным геоинформационной системы водохозяйственного районирования территории РФ, подготовленной Федеральным агентством водных ресурсов:
- Код водного объекта в государственном водном реестре — 10010100112111100001570
- Код по гидрологической изученности (ГИ) — 111100157
- Код бассейна — 10.01.01.001
- Номер тома по ГИ — 11
- Выпуск по ГИ — 1